# گومروو (شهرستان بورایفسکی، باشقیرستان)
گومروو (انگلیسی: Gumerovo, Burayevsky District, Republic of Bashkortostan) یک شهرک در شهرستان بورایفسکی باشقیرستان کشور روسیه است.